# (5094) Seryozha
(5094) Seryozha es un asteroide perteneciente a la familia de Coronis en el cinturón de asteroides, es un asteroide perteneciente al cinturón de asteroides, descubierto el 20 de octubre de 1982 por Liudmila Karachkina desde el Observatorio Astrofísico de Crimea (República de Crimea).

## Designación y nombre
Designado provisionalmente como 1982 UT6. Fue nombrado Seryozha en honor a Serguei Pyotrovich Kapitsa, profesor de física nuclear, divulgador científico, sobre historia de la ciencia y moderador del principal programa de televisión ruso sobre ciencia y sociedad desde el año 1973. Entre los años 1977 y 1980 fue vicepresidente de La Sociedad Física Europea, entre los años 1989 y 1992, presidente de la Sociedad Física de la URSS. Recibió el premio UNESCO Kalinga en 1979.

## Características orbitales
Seryozha está situado a una distancia media del Sol de 2,838 ua, pudiendo alejarse hasta 3,084 ua y acercarse hasta 2,591 ua. Su excentricidad es 0,086 y la inclinación orbital 1,657 grados. Emplea 1746,55 días en completar una órbita alrededor del Sol.

## Características físicas
La magnitud absoluta de Seryozha es 13,1.